# Platyhaurania
Platyhaurania es un género de foraminífero bentónico de la subfamilia Hauraniinae, de la familia Hauraniidae, de la superfamilia Pfenderinoidea, del suborden Orbitolinina y del orden Loftusiida. Su especie tipo es Haurania (Platyhaurania) subcompressa. Su rango cronoestratigráfico abarca el Toarciense inferior (Jurásico inferior).

## Discusión
Clasificaciones previas incluían Platyhaurania en la familia Spirocyclinidae, de la superfamilia Loftusioidea, así como en el suborden Textulariina del orden Textulariida o en el orden Lituolida.

## Clasificación
Platyhaurania incluye a la siguiente especie:
- Platyhaurania subcompressa †